# G (dźwięk)
G (nazwa solmizacyjna: sol) – dźwięk, którego częstotliwość dla g¹ wynosi 391,9 Hz. Jest to tonika gam G-dur i g-moll. W szeregu diatonicznym jest to piąty dźwięk licząc od dźwięku C w każdej oktawie.
W enharmonii dźwięki o tej samej wysokości to: fisis i asas.